# 徳永サノ
徳永 サノ（とくなが サノ、1900年 - 1991年）は、島田洋七の母方の祖母であり、小説「佐賀のがばいばあちゃん」のおばあちゃん本人である。

## 人物・略歴
徳永サノは1900年（明治33年）に佐賀県（旧佐賀藩）で持永氏の血を引く裕福な家庭の子女として生まれた。24歳（1924年）に当時自転車店を営んでいた洋七の祖父と結婚。13歳年上で37歳であった。結婚の後、徳永秀子（洋七の母親）を含む七人の子供を産んだが、夫が55歳で他界したため、女手ひとつで育てることとなってしまった（当時42歳）。また、当時は太平洋戦争中でもあり、空き地を耕して作った菜園で野菜を育て飢えをしのいだといわれている。43歳から学校の掃除婦として毎朝4時から働き、78歳までの35年間一度も休まなかった。7人の子供を無事社会に送り出した後、しばらくは一人暮らしであったが、秀子の計らいで孫にあたる洋七（本名・徳永昭広）と一緒に暮らすことになった。約8年間一緒に暮らしたが、昭広がさらに高いレベルで野球をするため広陵高校進学を決めたために広島へ戻ることとなり別れた。その後は洋七が漫才師となってからも洋七を支え続け、1991年に91歳で没した。
1993年以降、洋七がサノと一緒に暮らした8年間のエピソードを描いた小説「佐賀のがばいばあちゃん」（1993年当時は「振り向けば哀しくもなく」）が出版され、ベストセラーとなり一躍有名人となった。またサノが語った言葉は、「がばいばあちゃんの贈る言葉／自著、徳間書店」などで出版されている。